# Clivus Capitolinus

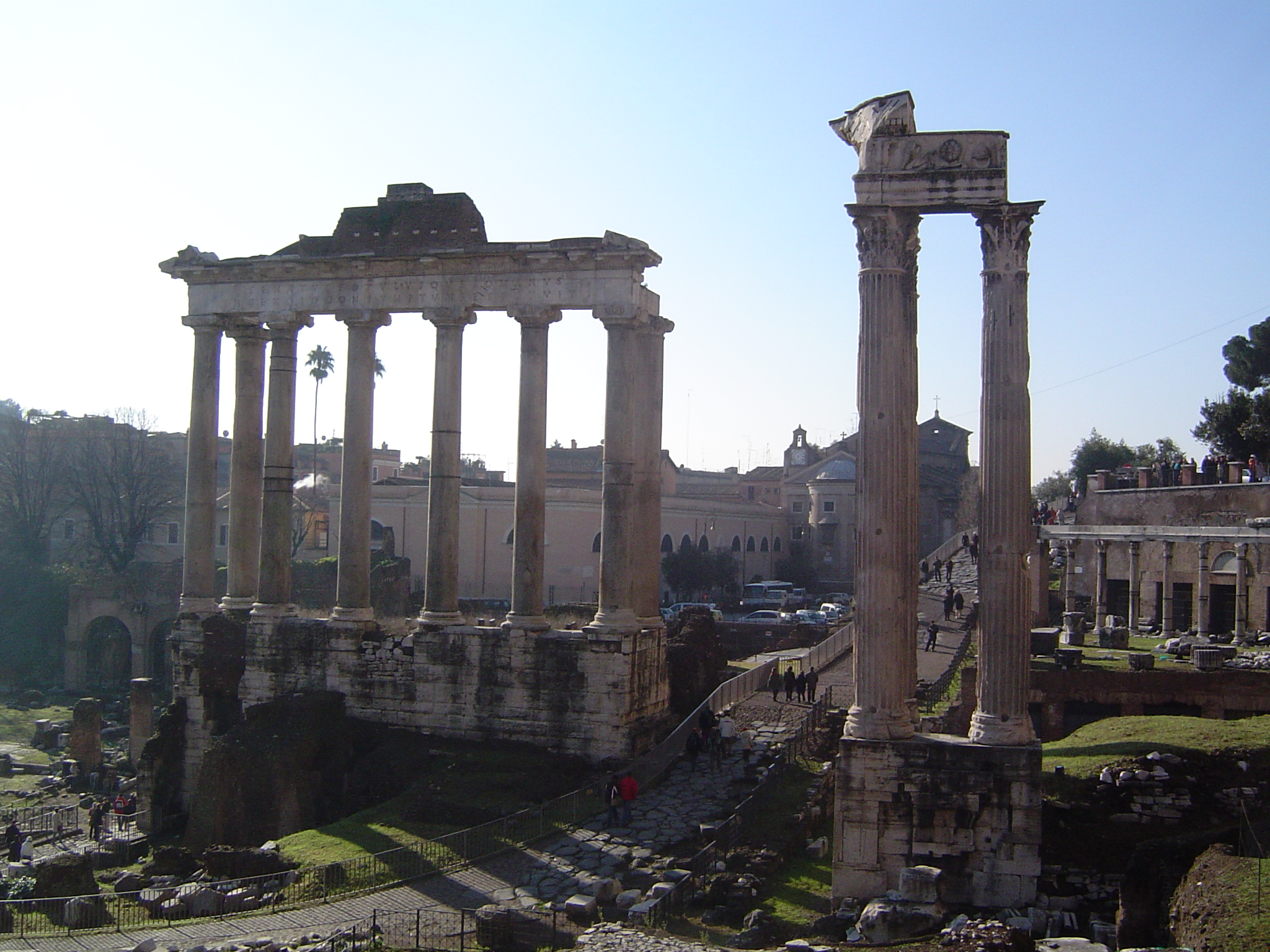
De Clivus Capitolinus tussen de Tempel van Saturnus (links) en de Tempel van Vespasianus en Titus (rechts)

De Clivus Capitolinus (Lat. clivus, helling, vandaar ook steile straat) is de enige met karren en andere voertuigen begaanbare weg van het Forum Romanum naar de Capitolijn geweest. Hoewel het bovenste deel van deze weg inmiddels verdwenen is onder nieuwere bebouwing, is hij nog goed herkenbaar aan de Capitolijnse zijde van het Forum. 
De Clivus Capitolinus begon in het gebied van het zogenaamde Vulcanal, het heiligdom gewijd aan de god Vulcanus dat ook de Lapis Niger bevat. Vanaf daar ging de Clivus steil omhoog richting de Tempel van Saturnus, en bij de Porticus Deorum Consentium volgde een scherpe bocht. De nissen achter deze porticus vormden de ondergrond voor het vervolg van het tracé van de Clivus Capitolinus. Het spoor van de Clivus Capitolinus loopt hier dood, maar vermoedelijk zijn er in de oudheid verschillende routes geweest voor het hoogste deel van de Clivus.
Na de bouw van de Tempel van Jupiter Optimus Maximus werd de Clivus Capitolinus onderdeel van de processieroute naar de Capitolijn, de Via Sacra, en met plaveisel bedekt tijdens het bewind van de censoren Quintus Fulvius Flaccus en Aulus Postumius Albinus, aldus Livius. Zij waren censor in 174 v.Chr. In 190 v.Chr. richtte Scipio Africanus al een triomfboog op over de Clivus Capitolinus, bij de toegang tot het Capitolium.
De straatstenen zijn waarschijnlijk afkomstig van de Monti di Vici nabij Civita Castellana, ten noorden van Rome.

## Afbeelding
Artikel met afbeelding van de Clivus Capitolinus